# Wolf (Büdingen)
Wolf ist ein Stadtteil von Büdingen im südhessischen Wetteraukreis.

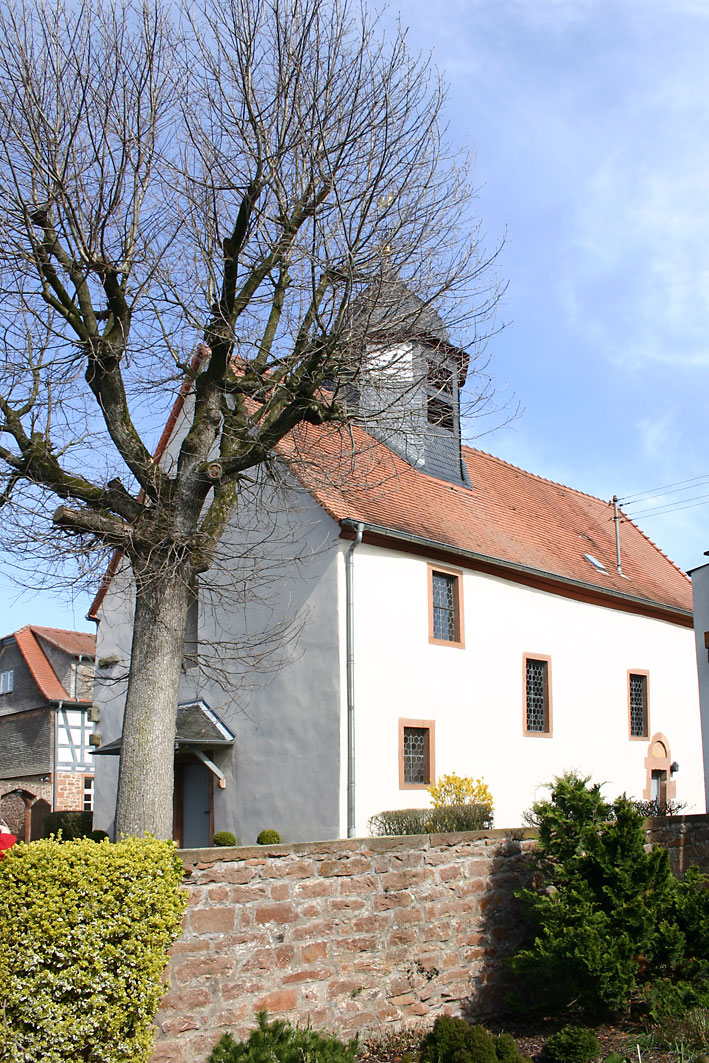
Evangelische Pfarrkirche – Kulturdenkmal

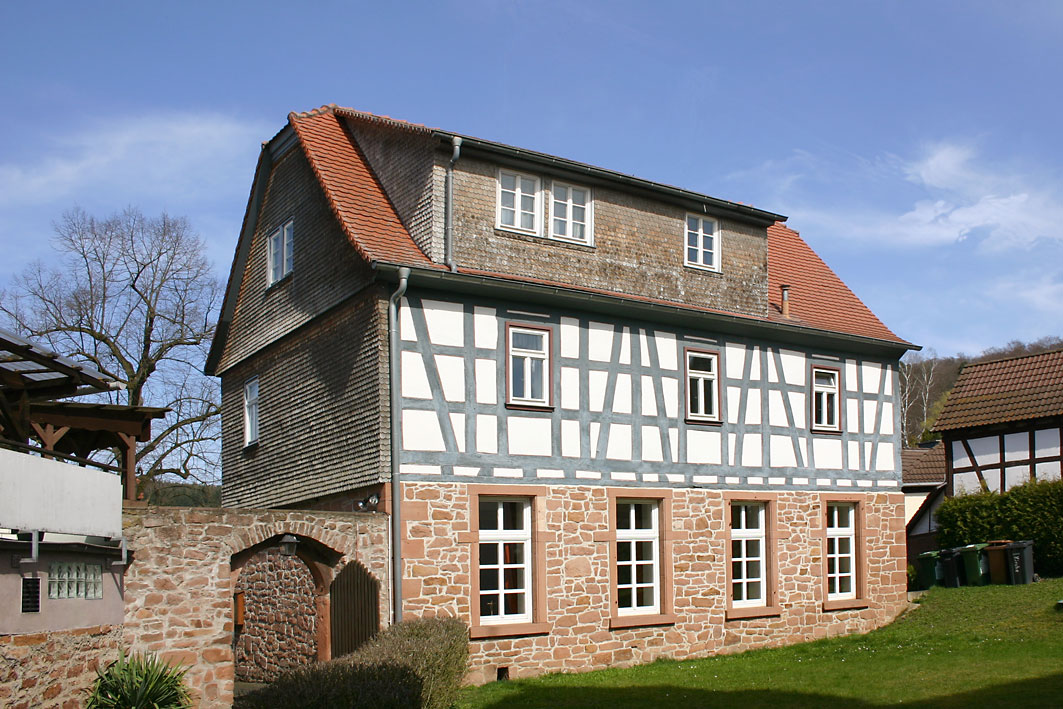
Ehemalige Schule, Ansicht zum Kirchhof

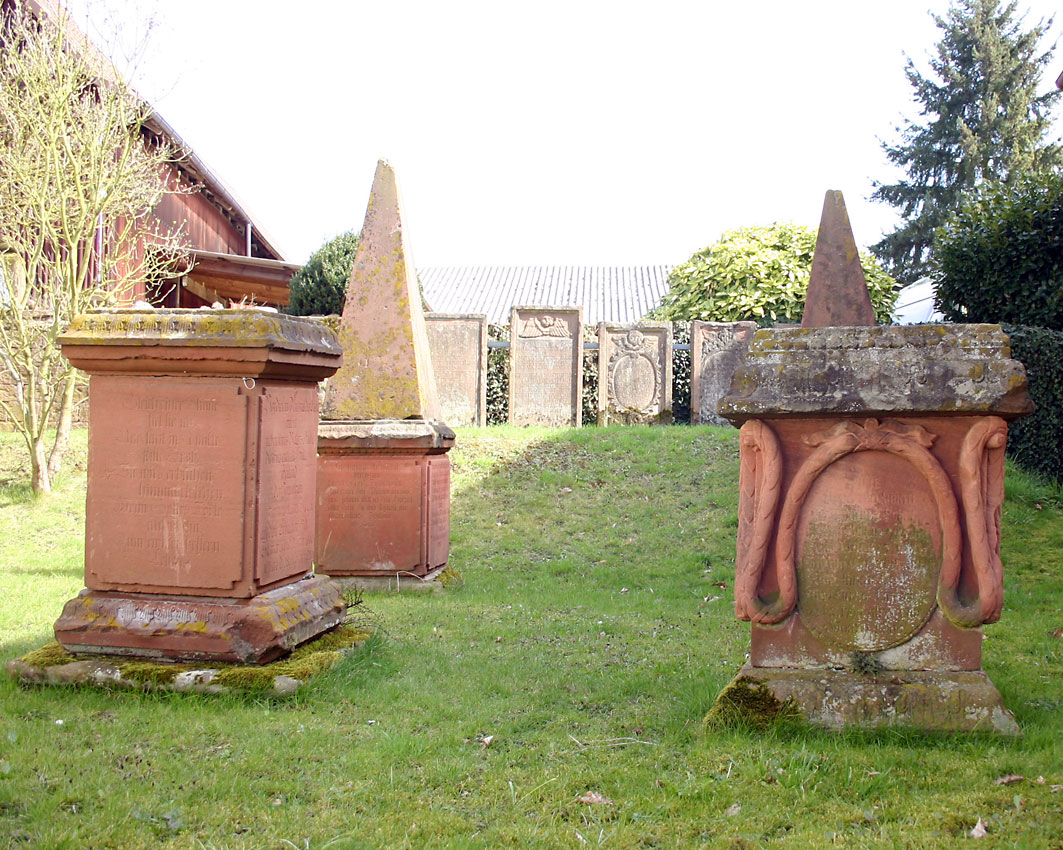
Lapidarium im Kirchhof

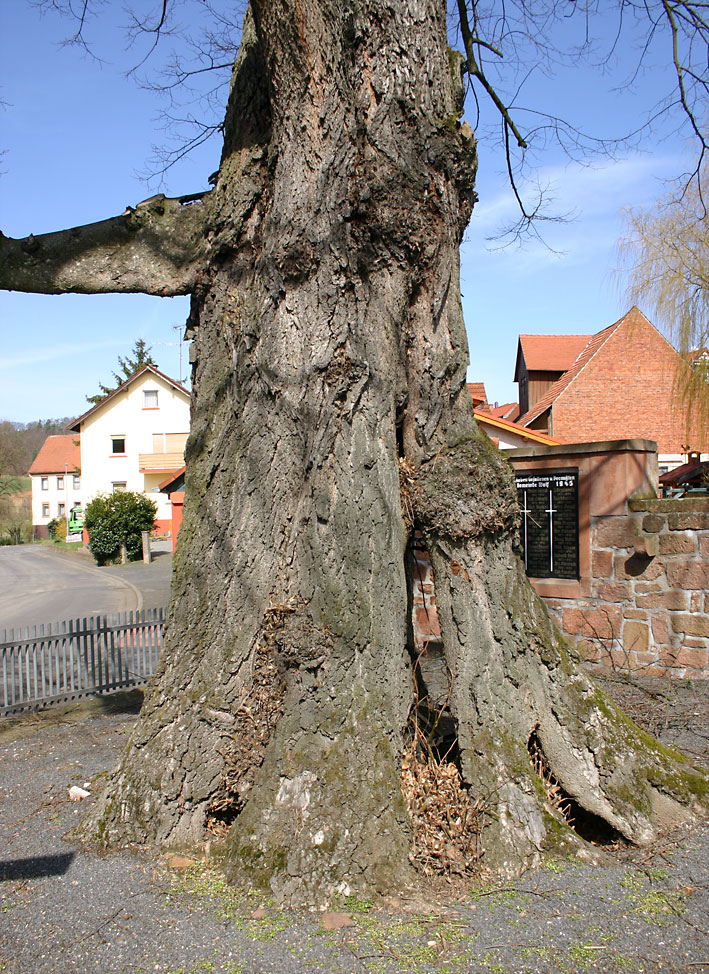
Dorflinde, sehenswerter offener Stamm

## Geographische Lage
Wolf liegt zweieinhalb Kilometer nordwestlich von Büdingen und zehn Kilometer westlich von Rinderbügen.

## Geschichte

### Ortsgeschichte
Die älteste bekannte urkundliche Erwähnung stammt das dem Jahr 1259. Damals wurde ein Ulricus de Wolfaha (Ulrich von Wolf) genannt. Der Name leitet sich vermutlich aus der Besiedlung vor 500 v. Chr. als „Wolfaha“ ab. Die Endung „-aha“ (wie auch „-ehe“) bezeichnet sehr alte vorfränkische Siedlungsräume in den Talschaften von Gewässern (dort: Wolfsbach).
Hessische Gebietsreform (1970–1977)
Zum 31. Dezember 1971 wurde die bis dahin selbständige Gemeinde Wolf im Zuge der Gebietsreform in Hessen auf freiwilliger Basis als Stadtteil in die Stadt Büdingen eingegliedert. Für Wolf wurde ein Ortsbezirk errichtet.

### Verwaltungsgeschichte im Überblick
Die folgende Liste zeigt die Staaten und Verwaltungseinheiten, denen Wolf angehört(e):
- vor 1806: Heiliges Römisches Reich, Grafschaft Isenburg-Büdingen, Amt Büdingen
- ab 1806: Fürstentum Isenburg (Rheinbund),[Anm. 2] Amt Büdingen
- ab 1813: Generalgouvernement Frankfurt,[Anm. 3] Amt Büdingen
- ab 1815: Kaisertum Österreich,[Anm. 4] Amt Büdingen
- ab 1816: Großherzogtum Hessen (Souveränitätslande),[Anm. 5] Provinz Oberhessen, Amt Büdingen[10] (zur Standesherrschaft Isenburg gehörig)
- ab 1822: Großherzogtum Hessen, Provinz Oberhessen, Landratsbezirk Büdingen[11][Anm. 6]
- ab 1848: Großherzogtum Hessen, Regierungsbezirk Nidda
- ab 1852: Großherzogtum Hessen, Provinz Oberhessen, Kreis Büdingen
- ab 1867: Norddeutscher Bund, Großherzogtum Hessen, Provinz Oberhessen, Kreis Büdingen
- ab 1871: Deutsches Reich, Großherzogtum Hessen, Provinz Oberhessen, Kreis Büdingen
- ab 1918: Deutsches Reich, Volksstaat Hessen, Provinz Oberhessen, Kreis Büdingen
- ab 1938: Deutsches Reich, Volksstaat Hessen, Landkreis Büdingen[12][Anm. 7]
- ab 1945: Deutsches Reich, Amerikanische Besatzungszone, Groß-Hessen,[Anm. 8] Regierungsbezirk Darmstadt, Landkreis Büdingen
- ab 1946: Deutsches Reich, Amerikanische Besatzungszone, Hessen, Regierungsbezirk Darmstadt, Landkreis Büdingen
- ab 1949: Bundesrepublik Deutschland, Hessen, Regierungsbezirk Darmstadt, Landkreis Büdingen
- ab 1972: Bundesrepublik Deutschland, Hessen, Regierungsbezirk Darmstadt, Wetteraukreis, Stadt Büdingen

## Bevölkerung
Einwohnerstruktur 2011
Nach den Erhebungen des Zensus 2011 lebten am Stichtag dem 9. Mai 2011 in Wolf 819 Einwohner. Darunter waren 33 (4,0 %) Ausländer.
Nach dem Lebensalter waren 141 Einwohner unter 18 Jahren, 345 zwischen 18 und 49, 183 zwischen 50 und 64 und 150 Einwohner waren älter.
Die Einwohner lebten in 342 Haushalten. Davon waren 96 Singlehaushalte, 96 Paare ohne Kinder und 120 Paare mit Kindern, sowie 21 Alleinerziehende und 9 Wohngemeinschaften. In 60 Haushalten lebten ausschließlich Senioren und in 237 Haushaltungen lebten keine Senioren.
Einwohnerentwicklung
| Wolf: Einwohnerzahlen von 1834 bis 2022 | Wolf: Einwohnerzahlen von 1834 bis 2022 | Wolf: Einwohnerzahlen von 1834 bis 2022 | Wolf: Einwohnerzahlen von 1834 bis 2022 | Wolf: Einwohnerzahlen von 1834 bis 2022 |
| --- | --------------------------------------- | --------------------------------------- | --------------------------------------- | --------------------------------------- |
| Jahr |                                         |                                         |                                         | Einwohner                               |
| 1834 | 1834                                    |                                         | 329                                     | 329                                     |
| 1840 | 1840                                    |                                         | 334                                     | 334                                     |
| 1846 | 1846                                    |                                         | 348                                     | 348                                     |
| 1852 | 1852                                    |                                         | 351                                     | 351                                     |
| 1858 | 1858                                    |                                         | 368                                     | 368                                     |
| 1864 | 1864                                    |                                         | 362                                     | 362                                     |
| 1871 | 1871                                    |                                         | 369                                     | 369                                     |
| 1875 | 1875                                    |                                         | 363                                     | 363                                     |
| 1885 | 1885                                    |                                         | 389                                     | 389                                     |
| 1895 | 1895                                    |                                         | 395                                     | 395                                     |
| 1905 | 1905                                    |                                         | 403                                     | 403                                     |
| 1910 | 1910                                    |                                         | 410                                     | 410                                     |
| 1925 | 1925                                    |                                         | 437                                     | 437                                     |
| 1939 | 1939                                    |                                         | 429                                     | 429                                     |
| 1946 | 1946                                    |                                         | 643                                     | 643                                     |
| 1950 | 1950                                    |                                         | 665                                     | 665                                     |
| 1956 | 1956                                    |                                         | 569                                     | 569                                     |
| 1961 | 1961                                    |                                         | 552                                     | 552                                     |
| 1967 | 1967                                    |                                         | 572                                     | 572                                     |
| 1970 | 1970                                    |                                         | 635                                     | 635                                     |
| 1980 | 1980                                    |                                         | ?                                       | ?                                       |
| 1990 | 1990                                    |                                         | 790                                     | 790                                     |
| 2000 | 2000                                    |                                         | 865                                     | 865                                     |
| 2011 | 2011                                    |                                         | 819                                     | 819                                     |
| 2014 | 2014                                    |                                         | 856                                     | 856                                     |
| 2022 | 2022                                    |                                         | 845                                     | 845                                     |
| Datenquelle: Historisches Gemeindeverzeichnis für Hessen: Die Bevölkerung der Gemeinden 1834 bis 1967. Wiesbaden: Hessisches Statistisches Landesamt, 1968. Weitere Quellen: LAGIS; Stadt Büdingen; Zensus 2011 |                                         |                                         |                                         |                                         |

Historische Religionszugehörigkeit
| • 1961: | 493 evangelische (= 89,31 %), 54 katholische (= 9,78 %) Einwohner |

## Politik
Für Wolf besteht ein Ortsbezirk (Gebiete der ehemaligen Gemeinde Wolf) mit Ortsbeirat und Ortsvorsteher nach der Hessischen Gemeindeordnung.
Der Ortsbeirat besteht aus fünf Mitgliedern. Bei den Kommunalwahlen in Hessen 2021 betrug die Wahlbeteiligung zum Ortsbeirat 46,03 %. Alle gewählten Kandidaten gehörten der „Bürgerliste Wolf“ an. Der Ortsbeirat wählte Bernd Frieborg zum Ortsvorsteher.

## Kulturdenkmäler
- Gesamtanlage Wolf
- Zur Wolfer Mühle 16 – Wolfer Mühle
- Brücke über den Graben in Richtung Büches
- Dudenroder Straße 4
- Dudenroder Straße 14
- Dudenroder Straße 21
- Dudenroder Straße 22
- Dudenroder Straße 24
- Dudenroder Straße 26
- Lindenstraße 4

Siehe auch: Liste der Kulturdenkmäler in Wolf

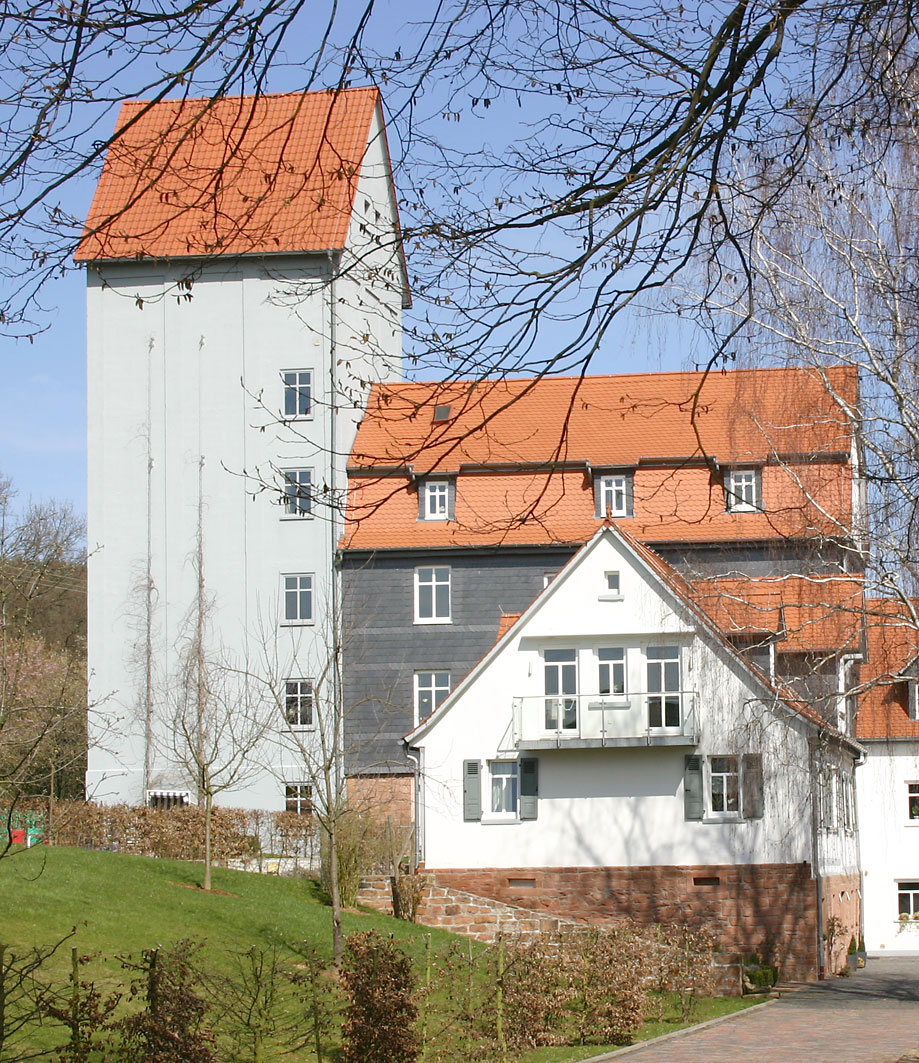
Ehemalige Wolfer Mühle
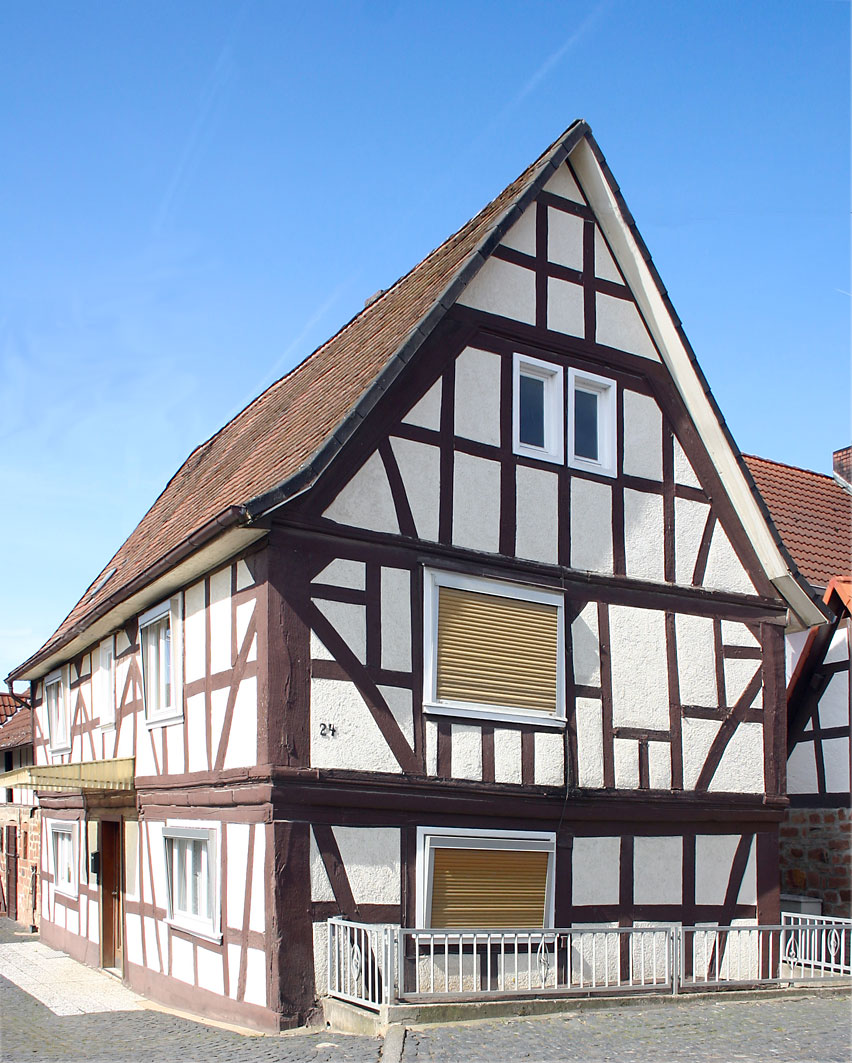
Dudenroder Straße 24
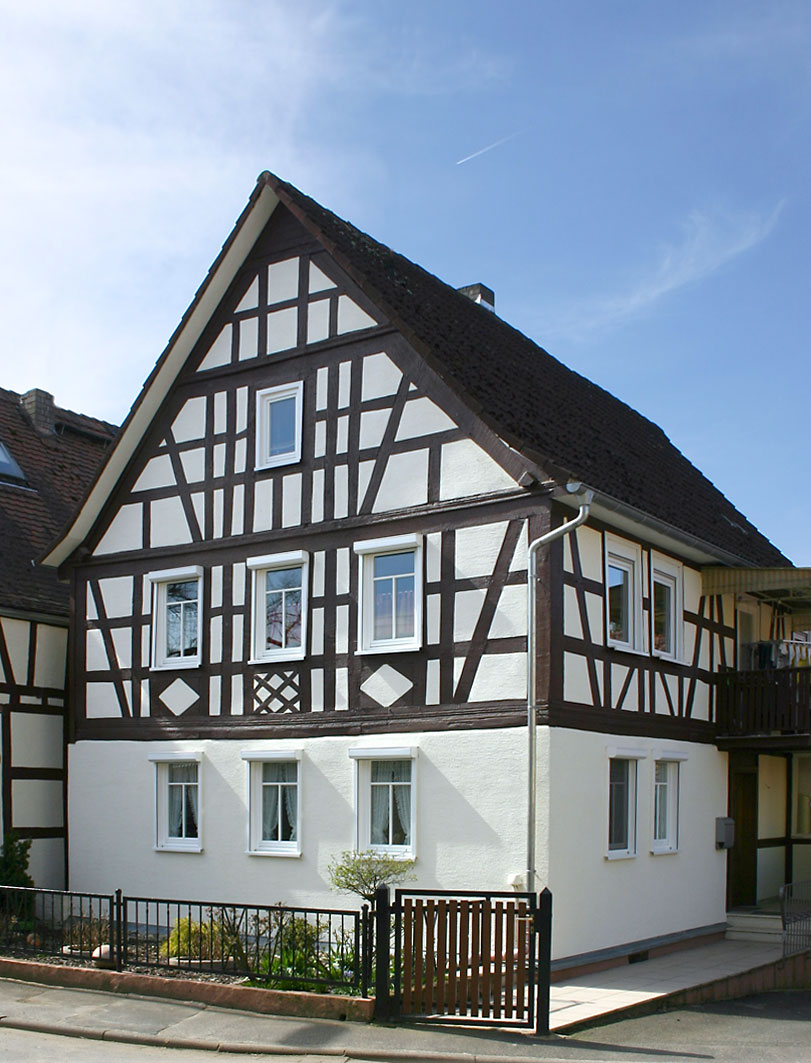
Lindenstraße 4

## Ehrenbürger
- 1933 – Adolf Hitler (* 20. April 1889 in Braunau am Inn; † 30. April 1945 in Berlin), Reichskanzler/Führer[Anm. 9]
- 1933 – Paul von Hindenburg (* 2. Oktober 1847 in Posen; † 2. August 1934 auf Gut Neudeck, Westpreußen), Generalfeldmarschall und Reichspräsident
- 1933 – Dr. Ferdinand Werner (* 27. Oktober 1876 in Weidenhausen, Kreis Biedenkopf; † 5. März 1961 in Gießen), Staatspräsident und Ministerpräsident von Hessen (NSDAP)